# Koi (langue)
Pour les articles homonymes, voir kkt.
Le koi (ou koyi) est une langue tibéto-birmane parlée au Népal. La langue est menacée.

## Répartition géographique
Le koi est parlé dans le district de Khotang, rattaché à la zone de Sagarmatha.

## Classification interne
Le koi est une des langues kiranti, un sous-groupe des langues himalayennes de la famille tibéto-birmane. 

## Sources
- (en) Tara Mani Rai, 2012, Negation in Koyee: A typological perspective, Nepalese Linguistics 27, p. 161-165.